# Наживка для акулы
«Наживка для акулы» (англ. Shark Bait) — компьютерный комедийный мультфильм Хауарда И. Бэйкера и Джона Фокса.
Фильм содержит большое количество заимствований из В поисках Немо и Подводная братва, поэтому получил негативные отзывы критиков и был выпущен не в кинопрокат, а сразу на DVD.

## Сюжет
Веселые приключения забавной маленькой Губановые рыбки по имени Пай, после гибели родителей, отправившейся в поисках счастья на Большой Риф. Влюбившись в самую очаровательную и знаменитую красотку Рифа, Пай наживает себе серьёзного врага — акулу Троя. Но с Паем верные друзья и мудрые помощники, всегда готовые прийти на помощь. Сможет ли он отстоять свою любовь и обрести на Рифе новый дом?

## Роли озвучивали
- Фредди Принц-младший
- Роб Шнайдер
- Эван Рэйчел Вуд
- Донал Лог
- Энди Дик
- Фрэн Дрешер
- Джон Риз-Дэйвис
- Р. Ли Эрми
- Джимми Беннетт
- Трент Форд